# Hippocampus grandiceps
Hippocampus grandiceps es una especie de pez de la familia Syngnathidae en el orden de los Syngnathiformes.

## Morfología
Los machos pueden llegar alcanzar los 10,5 cm de longitud total.

## Distribución geográfica
Se encuentra en el Golfo de Carpentaria (Australia ).